# Alba Careta Arnaus
Alba Careta Arnaus (Avinyó, Bages, 1995) és una trompetista, cantant i compositora de jazz catalana.

## Biografia
Formada a l'Escola Superior de Música de Catalunya i als Països Baixos: al Koninklijk Conservatorium de La Haia i al prestigiós Conservatorium d'Amsterdam, on va cursar el Màster en Trompeta Jazz .
Ha actuat amb músics i formacions de renom internacional com Carles Benavent, Ben Wendel, NSJO (Jove Orquestra de Jazz d’Estudiants Holandesa, 2015), JM Jazz World Orchestra (2016), BvR Flamenco Big Band (2019), Balkan Paradise Orchestra (2015-2021), ha estat la directora musical del Paraula de Dones al Prat de Llobregat (2019-2020 i 2021-2022) i ha tocat a reconegudes sales i festivals com Jazzaldia (Donostia), Festival Internacional de Jazz de Madrid, Festival de Jazz d’Eivissa, Jazzahead (Bremen, Alemanya), Zaalfelden Jazz Festival (Zaalfelden, Àustria), Opus Jazz Club (Budapest, Hongria), Mercat de Música Viva de Vic, Jamboree Jazz Club de Barcelona, Hot Club Portugal (Lisboa) i Bimhuis (Àmsterdam, Països Baixos) entre d'altres.
Lidera la formació de jazz Alba Careta Group, de la qual formen part els músics Lucas Martínez (saxo tenor), Roger Santacana (piano), Giuseppe Campisi (contrabaix) i Josep Cordobés (bateria), amb els quals ha publicat els discos Orígens (2018, millor disc de jazz als Premis Enderrock 2019), Alades (2020) i Teia (2022). I juntament amb el cantant i productor Henrio ha enregistrat el disc de cançons de bressol Udolç (2023). A més, també ha format part de les formacions Rodrigo Laviña & su combo (Extraño Weys), Ulls Clucs (projecte de música per a públic familiar de L’Auditori de Barcelona), OMAC (Orquestra de Músiques d’Arrel de Catalunya), Alba Careta & Santi Careta Duo (Sons d'un País) i Las Albitas, entre d'altres.
Ha estat guardonada amb el Premi Jove Talent del Jazz 2023 per l'Associació de Jazz i Música Moderna i el Premi Alícia al Talent Emergent 2023 per l'Acadèmia Catalana de la Música. També ha rebut el Premi Enderrock 2019 per votació popular al millor disc de jazz per Orígens i el Premi Enderrock-440 al millor disc revelació de jazz del 2023 per Teia

## Discografia[1][3]
- Alba Careta Quintet: Orígens (Blue Asteroid Records, 2018)
- Alba Careta Group: Alades (Segell Microscopi, 2020)
- Alba Careta Group: Teia (Segell Microscopi, 2022)
- Alba Careta i Henrio: Udolç (Segell Microscopi i Bankrobber, 2023, dins la col·lecció Càntut).